# منغیت
منغیت یا منگقوت (به مغولی: Мангуд) قبیله‌ای مغول از فدراسیون اورود-منغیت بود. این فدراسیون، اردوی نوقای را در سدهٔ ۱۴ و فرمان‌روایی منغیت را برای ادارهٔ امارت بخارا در سال ۱۷۸۵ پایه‌گذاری کرد. نام قبیلهٔ «منغیت» نیز برای پیشقراولان مغول استفاده می‌شد و فرزندان آنها در چندین منطقه از محدودهٔ پیشین امپراتوری مغول زندگی می‌کنند.

## منغیت‌ها در امپراتوری مغولان
بر پایهٔ برخی از جستارهای منابع باستانی، تیره‌هایی از آنها در برهه‌های از تاریخ با مغول‌ها همسایه بوده‌اند.
بر همین اساس است که گاهی منغیت‌ها و اروودها جنگ‌جویانی از فلات مغولستان دانسته شده‌اند. برخی از جنگ‌جویان نامدار منغیت از چنگیز خان (۱۱۶۲–۱۲۲۷) پشتیبانی می‌کردند، در حالی که بدنه‌ای از آنها در برابر قدرت گرفتن وی ایستادگی می‌کردند. هنگامی‌که امپراتوری مغول شروع به گسترش به سمت غرب کرد، مردم منغیت همراه با بسیاری از قبایل مغول به سمت غرب و خاورمیانه گسترش یافتند. در اردوی زرین، منغیت‌ها از نوقای پشتیبانی کردند (درگذشت ۱۲۹۹) و یک اردوی نیمه‌مستقل از باقی خان‌ها را در سرای پایه گذاردند. پس از مرگ نوقای در سال ۱۲۹۹ میلادی، بیشتر جنگ‌جویان منغیت به خدمت توختا خان پیوستند. سردار آنها ادیگو، جنگ‌سالار نیرومند اردوی زرین، در سدهٔ ۱۴–۱۵ به‌طور رسمی اردوی نوقای یا اردوی منغیت را پایه‌گذاری کرد.

## واحد نظامی مغول‌ها
مونگادای یا مانگودای واحدهای نظامی امپراتوری مغول بودند، ولی منابع در توصیف آنها بسیار متفاوت است. یکی از منابع اظهار می‌دارد که این واژه اشاره به «نیروهای انتحاریِ» سواره نظام سبک مغول دارد که به سدهٔ سیزدهم برمی‌گردد. با این حال، یک نویسندهٔ ارتش ایالات متحده باور دارد مانگودای نام یک جنگ‌سالار مغول در سدهٔ سیزدهم بود که برای آزمایش رهبران بالقوه، فرایند گزینش دشوار را پایه گذارد. همچنین در آمریکا، این واژه از سوی عناصر ارتش ایالات متحده به عنوان نامی برای آزمایش‌های چندروزهٔ مهارت‌های جنگی و مقاومتیِ سربازان بکار برده می‌شود. سفرهای مارکوپولو از واژهٔ Meng-Gu-Dai به عنوان نام یک شخص استفاده می‌کند: «امپراتور (مغول) به منگ-گو-دای دستور داد تا با ۶۰۰۰ نفر به سیفان یورش بَرَد.»

## اردوی نوقای
برخی از منگودها در ترک‌ها استحاله یافتند و به قبیلهٔ «مانگیتِ» مردمان ترک تبدیل شدند. نوقایی‌ها از مرزهای شمالی آستاراخان و خانات کریمه نگاهبانی کردند و از راه یورش‌های سازمان‌یافته به استپ‌های شمالی از جایگیری روسیه و لیتوانی جلوگیری کردند. بسیاری از نوقایی‌ها به خان کریمه پیوستند و با استقرار در آنجا به تشکیل تاتارهای کریمه کمک کردند. با این حال، نوقایی‌ها نه تنها سربازان خوبی بودند، بلکه کشاورزان چیره‌دستی نیز بودند. اما نوقایی‌ها به سنت‌های کوچ‌نشینی و استقلال خود، که آن را برتر از زندگی کشاورزی یکجانشینی می‌دانستند، می‌بالیدند. یگان اجتماعی بنیادین آنها «اولوس» یا «باند» نیمه‌خودمختار بود. در آغاز سدهٔ هفدهم، قالمیق‌ها یا اویرات‌ها از استپ‌های جنوب سیبری در حاشیهٔ رودخانه ایرتیش به منطقهٔ ولگای سفلی پیرامون سال ۱۶۳۰ کوچیدند. قالمیق‌ها نوقایی‌هایی را که به دشت‌های شمال قفقاز و کریمهٔ تحت چیرگی امپراتوری عثمانی گریختند، اخراج کردند. بخشی از آنها به‌عنوان بخشی از جوز به خانات قزاق پیوستند.

## امارت بخارا
در سدهٔ هجدهم پیرامون آمو دریا و سیر دریا تحت چیرگی سه خاندان درآمد که برخی از آنها تبار خود را به چنگیزخان و برخی دیگر به تیره‌های بومی ایرانی منطقه می‌رساندند. اینها از باختر به خاور، قونگیرات‌های مستقر در خیوه در خوارزم (۱۹۱۷–۱۷۱۷)، منغیت‌ها یا منغیتیه در بخارا (۱۹۲۰–۱۷۵۳) و مینگ‌ها در خوقند بودند (حدود ۱۷۱۰–۱۸۷۶) فرمان‌روایی منغیت یا منغیتیه از سوی یک خانوادهٔ بظاهر ایرانی بنیاد نهاده شد که از سال ۱۷۸۵ تا ۱۹۲۰ بر امارت بخارا فرمان راند. نیرومندی منغیت‌ها در خانات بخارا (و نه امارت بخارا) به دلیل نقش آتالیق آنها در خدمت خان اشترخانی در سال‌های نخستین سدهٔ ۱۸ شروع به رشد کرد. این خانواده پس از مرگ نادرشاه در سال ۱۷۴۷ و ترور ابوالفیض خان و پسر کوچکش عبدالمومن (متعلق به دودمان جانیان از نوادگان اشترخانیان) توسط آتالیق محمد رحیم بیگ، عملاً به قدرت رسیدند. از سال ۱۷۴۷ تا دهه ۱۷۸۰، منغیت‌ها در پشت صحنه فرمان‌روایی می‌کردند. با اینحال پس از ترور ابوالفیض خان توسط محمدرحیم‌بیگ، نامبرده عملاً با نام امیر بخارا بر تخت شاهی نشست. یکی از اقدامات مهم او آن بود که متصرفات خود را که پیش از آن با نام ترکستان یا توران یا ماوراءالنهر نامیده می‌شد، به امارت بخارا که یک عنوان ایرانی است، تغییر داد. واپسین امیر بخارا امیر عالم‌خان، در سپتامبر ۱۹۲۰ از سوی ارتش سرخ روسیه کنار زده شد و به افغانستان گریخت. در اینکه این دودمان از تاجیک‌های بومی یا از ریشهٔ اصلی مغولی است اختلاف‌نظر وجود دارد. برپایهٔ گفتهٔ خاورشناس روسی ان.وی. خانیکووا، دودمان مغنیت قدیمی‌ترین خاندان در خانات بخارا از تبار تیمور ملک قلمداد می‌شد. تردیدی نیست که دولت امارت بخارا یک دولت با گرایش‌های آشکار تاجیکی، ایرانی بود و فرجامین سنگر در برابر ترکی‌شدن آسیای میانه بشمار می‌رفت. زبان رسمی آن‌ها نیز فارسی و فرهنگ رایج آن نیز اسلامی ایرانی بود. دودمان منغیت از سال ۱۷۸۷ تا زمان چیرگی شوروی سکه نیز ضرب می‌کرد.

## فرزندان
مغیت‌ها تبار گسترده و ناهمگنی دارند. بگونه‌ای که بخشی از تیره‌های پراکنده از خلخاهای کشور مغولستان و شهرستان بارین در مغولستان داخلیِ چین و بخش‌هایی از نوقایی‌ها و قره‌قالپاق‌ها در داغستان و خوارزم خود را از بقایای آن‌ها می‌دانند. همچنان گروه‌هایی را در میان تاتارهای روسیه، باشقیرها و قزاق‌ها نیز می‌توان یافت که چنین ادعایی دارند. با اینحال در سرتاسر آسیای میانه و از جمله در ازبکستان و تاجیکستان و همچنین در سرتاسر جهان و از جمله در ایران توده‌های انسانی بسیاری را از میان تاجیکان و فارسی‌زبانان می‌توان یافت که خود را از تبار منغیت‌ها می‌دانند.

## بن‌مایه
- همکاری‌کنندگان ویکی‌پدیا، « manghud»، ویکی‌پدیای انگلیسی، دانشنامهٔ آزاد (بازیابی ۰۹ اسفند ۱۳۹۹)

1. ↑  همدانی، رشیدالدین فضل‌الله (۱۳۷۳). جامع‌التواریخ. ص. ۲۱۶.
2. ↑  قائم مقام شاه و آموزگار فرزندانش.